# Henri Borlant
Pour les articles homonymes, voir Borlant.
Henri Borlant, né Hirsch Borland le 5 juin 1927 à Paris 10e et mort le 3 décembre 2024 à Paris 11e, est un Français survivant de la Shoah, médecin, auteur de Merci d'avoir survécu.

## Biographie
Henri Borlant naît le 5 juin 1927 à Paris dans une famille française juive non croyante et non-pratiquante, fils d'Aron Borlant, tailleur et de Rachel Beznos d'origine russe. Aron Borlant est né le 1er avril 1888 à Novo-Magolik. Henri Borlant fait partie d’une fratrie de 9 enfants. Une sœur, Denise Borlant, est née le 3 février 1921 à Paris. Un frère, Bernard Borland, est né le 31 mars 1925 dans le 12e arrondissement de Paris. Neveu de Fanny Beznos.
Henri Borlant fuit le 13e arrondissement de Paris avec sa mère et ses huit frères et sœurs à la veille de la déclaration de guerre de 1939.
Réfugié avec sa famille à Saint-Lambert-du-Lattay en Maine-et-Loire, il y suit les cours de l'école catholique du village, il est baptisé et fait sa première communion. Il est catholique croyant et pratiquant et aimerait devenir prêtre comme son instituteur. Il passe avec succès son certificat d'études primaires élémentaires et un an après son certificat d'études primaires supérieur libre (catholique). Il entre comme apprenti chez le garagiste du village.
La police allemande vient le rafler le 15 juillet 1942 à 15 ans et un mois à son domicile avec sa mère, sa sœur et son frère, et est interné 5 jours au grand séminaire d'Angers (sa mère sera remplacée par son père en détention). Il est déporté à Auschwitz-Birkenau par le convoi n° 8 du 20 juillet 1942 avec son père, son frère Bernard et sa sœur Denise. Son père, son frère et sa sœur ne reviennent pas. Après une très longue captivité de trois ans, de camps en camps, il parvient à s'échapper avec un ami peu de temps avant l'évacuation du camp de concentration d'Ohrdruf (en). Ils se refugient chez un boucher anti-nazi de la ville de Ohrdruf et préviennent l'armée américaine de l'existence du camp.
Il revient en France où il retrouve le reste de sa famille et après un parcours scolaire peu ordinaire, il parvient à suivre des études de médecine. Il épouse Hella Holst, une jeune Allemande.
Rescapé de la Shoah, il témoigne depuis plusieurs années de ce qu'il a vécu. Il a notamment participé en 2005 au documentaire Les Survivants de Patrick Rotman et il a écrit en 2011 le livre Merci d'avoir survécu.
Il meurt à l'âge de 97 ans le 3 décembre 2024 à Paris 11e,, et est inhumé au cimetière du Père-Lachaise (division 51).

## Publication
- Henri Borlant, Merci d'avoir survécu, Paris, Seuil, 2011, 185 p. (ISBN 978-2-02-104471-3 et 2-02-104471-8)